# Високопічанський доменний завод
Високопічанський доменний завод — підприємство чорної металургії у Житомирському повіті Волинської губернії, перше на Поліссі підприємство з доменним виробництвом заліза. Виник 1773 року й працював до 1891 року, тобто 118 років. Розміщувався у селі Висока Піч.
Високопічанська доменна мануфактура й інші доменні мануфактури, що виникли на Поліссі у другій половині XVIII століття, у порівнянні з розповсюдженими тут руднями, були новим, більш високим етапом у розвитку чорної металургії України. У 1797 році тут було виплавлено 10,8 тисяч пудів чавуну й ковкого заліза — у 10 разів більше, ніж на найбільшій з тодішніх поліських рудень.
У 1798 році тут працювало 90 людей, кілька десятків робітників були зайняті на видобутку руди.
Підприємство мало дві невеличких доменних печі й одну вагранку. Доменні печі були однакової конструкції — квадратного перерізу. Перша домна мала висоту 9 аршин (9,5 м), друга — 8 аршин (8,5 м). Внутрішній розмір печей від череня (поду) до колошника був (в поперечному розрізі) трохи більший, ніж квадратний аршин. Доменні печі піддувались циліндричними однодувними дерев'яними міхами висотою і в поперечнику по одному аршину. Домни працювали тільки під час весняного або осіннього водопілля. Повітродувний засіб приводився у дію водяним колесом, встановленим на річці Тетерів.
Для заводу добували кускову й болотну руду з покладів, що знаходилися поблизу. За добу проплавляли майже 120 пудів руди. Однак ці доменні печі діяли лише біля чотирьох місяців на рік, потім їх зупиняли через брак технологічної води.
У 1878 році завод було взято в оренду утвореним 1873 року товариством на паях, яке вже володіло Денишівським чавуноливарним заводом. Продуктивність заводу значно зросла, досягнувши у 1885 році 87,5 тис. пудів чавуну.
У зв'язку з виникненням у другій половині XIX століття на півдні України великих металургійних заводів і будівництвом залізниць та виснаженням навколо заводу лісових угідь, необхідних для виробництва деревного вугілля Високопічанський доменний завод, як й інші металургійні заводи Полісся, не витримав конкуренції й у 1891 році припинив свою 118-ти річну роботу.